# Pierre et Paul
Pour plus de détails, voir Fiche technique et Distribution.
Pierre et Paul est un film français réalisé par René Allio et sorti en 1969.

## Synopsis
Pierre est un jeune architecte chargé de travaux dans une entreprise parisienne. Il épouse Martine, une secrétaire de l’entreprise. Le couple espère pouvoir bientôt acheter le bel appartement où il est installé de façon rudimentaire. Mais Paul, le père de Pierre, succombe brutalement à une maladie inopinée et Pierre se ruine en de somptueuses obsèques. Puis il recueille sa mère dans l’appartement qu’il a enfin acheté à crédit. Toutes ses charges grèvent lourdement son budget et sa vie n’est plus qu’une gestion de difficultés matérielles. Il en arrive à être psychologiquement perturbé jusqu’au soir où il charge son fusil pour tirer sur des chahuteurs dans la rue devant chez lui. Il sera rapidement interné en milieu hospitalier.

## Fiche technique
- Titre original : Pierre et Paul
- Réalisation : René Allio
- Scénario et dialogues : René Allio
- Musique : Jacques Dutronc
- Photographie : Georges Leclerc
- Décors : Françoise Darne
- Montage : Chantal Delattre
- Pays de production :  France
- Langue de tournage : français
- Production : Claude Nedjar
- Sociétés de production : Les Films de la Colombe, Les Productions de La Guéville, Madeleine Films, Polsim Production
- Format : couleur par Eastmancolor — monophonique — 35 mm
- Genre : drame
- Durée : 90 minutes
- Date de sortie : France - 7 mai 1969

## Distribution
- Pierre Mondy : Pierre
- Robert Juillard : Paul
- Bulle Ogier : Martine
- Madeleine Barbulée : Mathilde, la mère
- Hélène Vincent : Michèle
- René Bouloc : Michel
- Francis Girod : Levasseur
- Philippe Moreau : Trabon
- Fred Personne : Auvray
- Alice Reichen : la tante
- Christiane Rorato : la secrétaire
- Pierre Santini : Moran
- Vania Vilers : le docteur Sergent

### Biographie
- Guy Hennebelle, Jeune Cinéma, no 40, juin 1969, p. 38
- André Cornand, La Revue du cinéma, no 229, juin 1969, p. 124
- Jean-Louis Veuillot, « if... », Téléciné no 154, Paris, Fédération des Loisirs et Culture Cinématographique (FLECC), juillet 1969, p. 38-39,  (ISSN 0049-3287).
- Paul-Louis Thirard, Positif, no 108, septembre 1969, p. 54